# Denise Capezza
Denise Capezza (Napoli, 7 novembre 1989) è un'attrice italiana.

## Biografia
Si avvicina alla recitazione dopo aver praticato danza classica moderna e contemporanea fino a 20 anni, poi abbandonata in seguito a un infortunio. Dopo aver frequentato il Teatro Elicantropo di Napoli e aver studiato alla scuola aperta da Beatrice Bracco a Roma, inizia quindi a prendere parte alle prime produzioni teatrali.
Nel 2011, dopo aver preso parte a una campagna pubblicitaria della Qatar Foundation, entra nel cast principale della serie televisiva turca Uçurum, trasmessa l'anno seguente. In Turchia è in seguito protagonista di altri progetti sia televisivi che cinematografici, tra i quali la miniserie Düşler ve Umutlar e i film Hep Yek e Darbe. Dal 2016 veste i panni di Marinella nella serie tv Sky Italia Gomorra. Nel 2017 prende parte al cortometraggio pubblicitario Killer in Red, diretto da Paolo Sorrentino per Campari.
Nel 2018 è protagonista di uno dei tre episodi del film commedia San Valentino Stories, con sceneggiatura di Alessandro Siani. Dal 2019 interpreta il personaggio di Natalia nella serie TV Baby, distribuita da Netflix. Nel 2020 è tra i protagonisti di Cobra non è, uscita su Amazon Prime Video. Nel 2021 interpreta Tea in Un mondo in più, opera presentata ad Alice nella città durante la Festa del Cinema di Roma.
Dal 28 Aprile 2022 è disponibile su Amazon Prime Video la serie tv Bang Bang Baby, creata da Andrea Di Stefano e diretta da Michele Alhaique, dove Denise interpreta Giuseppina. È nel cast di Crimes of the Future di David Cronenberg, in concorso al Festival di Cannes 2022 ed è tra i protagonisti di Vincenzo Malinconico, avvocato d'insuccesso, serie TV tratta dai romanzi di Diego De Silva, prodotta da Viola Film e Rai Fiction, e trasmessa su Rai 1 dal 20 ottobre 2022. L'anno seguente è nel cast di Unwanted - Ostaggi del mare, serie televisiva liberamente ispirata a Bilal di Fabrizio Gatti, creata da Stefano Bises e diretta da Oliver Hirschbiegel.

### Vita privata
Il 16 settembre 2023 sposa l'attore Michele Rosiello, conosciuto nel 2015, nella chiesa di Santa Maria del Faro, a Marechiaro (Napoli).

## Filmografia

### Cinema
- Darbe, regia di Yasin Uslum (2015)
- Hep Yek, regia di Ali Yorganciolu (2016)
- Radice di 9, regia di Daniele Barbiero – cortometraggio (2016)[20]
- Killer in Red, regia di Paolo Sorrentino – cortometraggio (2017)
- San Valentino Stories, regia di Antonio Guerriero – segmento Per amor di Dio (2018)
- Cobra non è, regia di Mauro Russo (2020)
- Un mondo in più, regia di Luigi Pane (2021)
- Crimes of the Future, regia di David Cronenberg (2022)
- Holy Shoes, regia di Luigi Di Capua (2023)
- Diva Futura, regia di Giulia Louise Steigerwalt (2024)

### Televisione
- Uçurum – serie TV, 24 episodi (2012)
- İnadına Yaşamak – miniserie TV (2013-2014)
- Düşler ve Umutlar – miniserie TV (2014)
- Gomorra - La serie – serie TV, 5 episodi (2016-2017)
- Baby – serie TV, 7 episodi (2019-2020)
- Bang Bang Baby – serie TV, 6 episodi (2022)
- Vincenzo Malinconico, avvocato d'insuccesso – serie TV, 8 episodi (2022)
- Unwanted - Ostaggi del mare, regia di Oliver Hirschbiegel – miniserie TV (2023)
- Sul più bello - La serie – serie TV, 6 episodi (2024)
- Inganno, regia di Pappi Corsicato – miniserie TV, 5 episodi (2024)
- Uonderbois – serie TV (2024)
- Şakir Paşa Ailesi: Mucizeler ve Skandallar – serie TV (Now, 2024-2025)

## Teatro
- Benzina, regia di Eduardo Di Pietro (2016)[21]
- After The End di Dennis Kelly, regia di Francesco Saponaro (2019-2020)[22]

## Videoclip
- Che Dio mi benedica – Luchè (2016), regia di J. Dama[23]